# 封边带

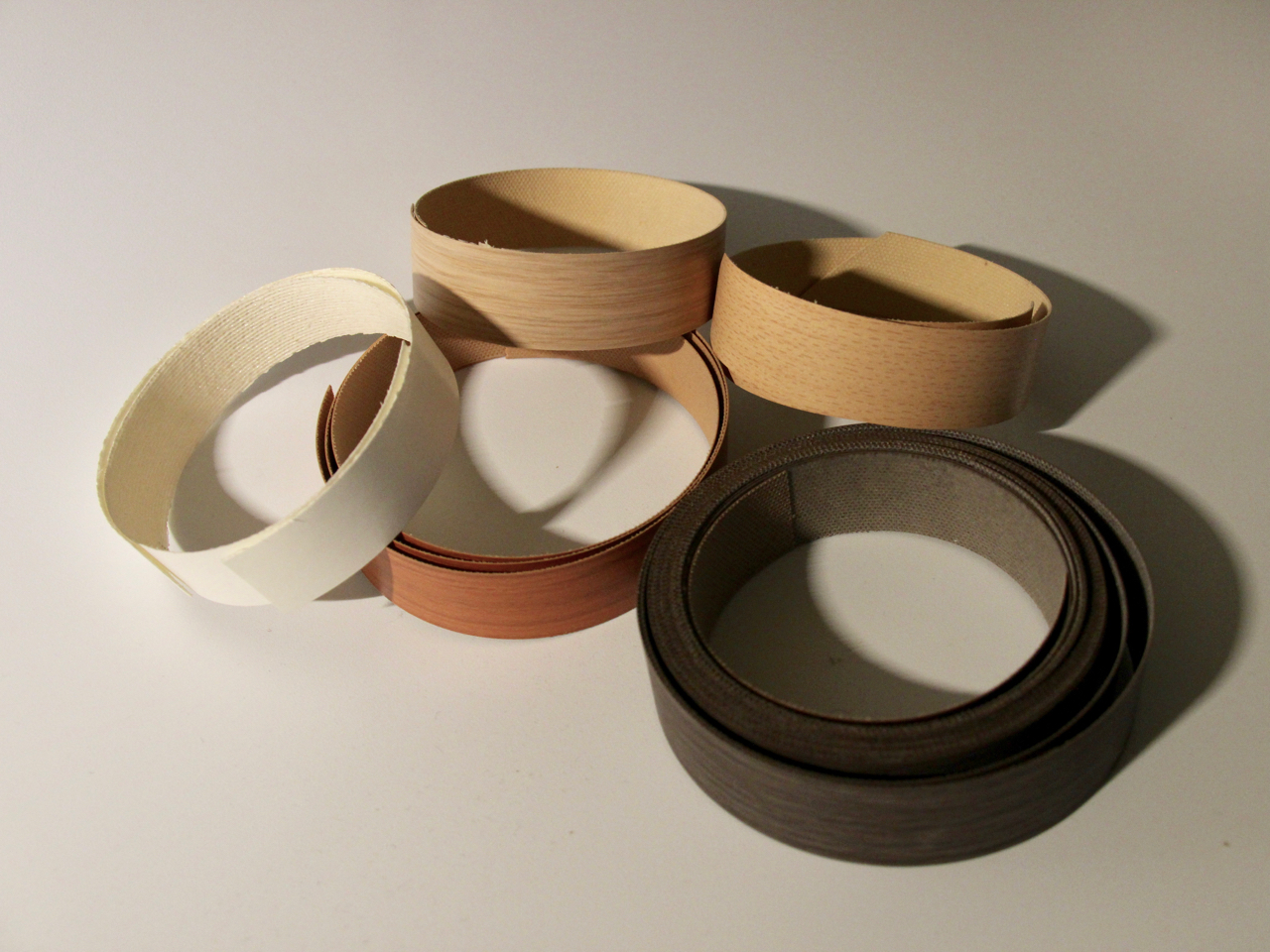
热熔胶条

封边带是一种工艺以及相关的窄材料条的名称，用于在精细木工加工过程中形成耐用且美观的装饰边缘。封边带通常用于覆盖胶合板、刨花板或中密度纤维板等材料的裸露侧面，以提高其耐用性并赋予坚固或更有价值的外观。

## 工艺
封边工艺用于在精细木工加工过程中形成耐用且美观的装饰边缘。传统的封边是一种手工过程，需要使用一般的木工工具和材料。在现代应用中，尤其是对于大批量、重复的制造步骤（例如，橱柜门的生产），封边是通过使用热熔粘合剂的自动化过程应用到基材上的。热熔胶可以由多种原材料制成，包括 EVA、PUR、PA、APOA 和 PO。基材底漆也可以用作粘合剂，将封边与基材粘合在一起。较厚的封边通常需要轻微的凹凸以确保胶层牢固。封边的厚度范围通常从0.018英寸（0.46毫米）到5毫米（0.20英寸）甚至更厚。
进行封边的机器称为封边机。封边机将封边带粘合到基材上，修剪前缘和后缘，使其与基材齐平，刮去任何多余部分，并抛光成品边缘。

## 材料
封边带通常指的是用于包覆单板的窄条材料。它们被用于遮盖胶合板、刨花板或中密度纤维板等材料的暴露边缘，不仅提高了耐用性，还赋予了材料坚固或更高价值的外观。封边带的一种常见替代品是面框或模制件。封边带可以由多种不同的材料制成，包括PVC 、 ABS 、丙烯酸、三聚氰胺、木材或木皮。
热塑性封边带是通过挤出机制造的，该机器包括原材料装载系统、机筒内的螺杆（用于熔化和输送塑料原材料，如PVC、ABS、PP、PMMA以及彩色颜料等）以及一个模具。原材料经过模具输送，将封边带制成所需的尺寸和形状。挤出后的封边带可以经过纹理化、印刷和涂漆等处理，以获得所期望的表面效果。最后，封边带被卷起并交付给客户。